# 水雞精
水雞精，是台灣台南安南區的民間傳說中的水雞（青蛙）妖怪。

## 傳說
某人要抓青蛙，結果抓到一隻大青蛙，他喃喃自語從沒抓過那麼大隻的青蛙，因放不進竹簍而硬塞，想不到青蛙在竹簍中開口說話，說牠當青蛙那麼久，第一次被抓到，還一邊叫一邊說「有上顎，沒下巴。」他嚇得扔下竹簍逃走。逃到半路遇到一人擋住去路，並問他為何要跑，他告知發生之事，那個人問「是像這樣的嗎？」只見那人下巴掉到肚臍，他受到驚嚇，拔腿狂奔，跑回家去。